# Ma'Scar'Piece
『Ma'Scar'Piece』（マスカーピース）は、音楽原作キャラクタープロジェクト『電音部』に登場する架空の女性キャラクター音楽ユニット及びそのキャラクターの声を演じるタレント達による実在のアイドルグループの名称。略称は「マスピ」。
電音部エリアチェーン制度によりTWIN PLANETが運営している。

## 概要
2024年に行われたアイドル発掘オーディション『TIF de Debut2024 supported by Denonbu（電音部）』合格メンバー3人によって結成されたアイドルグループ。
グループ名は最高傑作を指す『Master Piece』と傷跡を指す『Scar』を組み合わせた造語であり、「“Scar”（傷跡）を持つことで“Piece”（作品）としての存在価値を深め、“Master Piece”（最高傑作）を目指す」としている。
2024年8月3日に開催されたTIF2024にてステージデビュー。2024年12月には元ラストアイドルメンバーの大森莉緒、山本愛梨が加入し、以降主催公演の開催や多くの対バンイベントへの出演を重ねている。

## メンバー
| 名前                         | 担当キャラクター           | 生年月日 | 出身地   | メンバーカラー | 備考 |
| ---------------------------- | -------------------------- | -------- | -------- | -------------- | --- |
| 甘崎結依梨（かんざきゆいり） | 明前魅音（めいぜんみおん） | 8月12日  | 愛知県   | 赤             | |
| 咲間なぎ（さくまなぎ）       | 松蔭聖那（しょういんせな） | 8月12日  | 神奈川県 | 紫             | |
| 多々良ゆら（たたらゆら）     | 駒場伶音（こまばれいね）   | 10月26日 | 神奈川県 | 白             | |
| 大森莉緒（おおもりりお）     | 笹塚舞歌（ささづかまいか） | 12月22日 | 愛知県   | ピンク         | 2024年12月28日加入、元ラストアイドル1期生（Love Cocchi）メンバー、×純文学少女歌劇団メンバー（栗捨アガサ 役） |
| 山本愛梨（やまもとあいり）   | 三軒神楽（さんげんかぐら） | 11月8日  | 広島県   | 黄色           | 2024年12月28日加入、元ラストアイドル1期生（Love Cocchi）メンバー、×純文学少女歌劇団メンバー（迷宮アリス 役） |

## 作品

### 配信
| #      | タイトル             | 配信日   | コンポーサー                                                                                 | 備考     |
| 2024年 | 2024年               | 2024年   | 2024年                                                                                       | 2024年   |
| ------ | -------------------- | -------- | -------------------------------------------------------------------------------------------- | -------- |
| 1      | Rock it, and fight!! | 11月6日  | チバニャン（作詞・作曲）                                                                     |          |
| 2      | 圧倒的アイドルの極み | 11月6日  | チバニャン（作詞・作曲）                                                                     |          |
| 2      | ゼロ・グラビティ     | 11月6日  | DJ KAYA（作詞・作曲）                                                                        |          |
| ４     | Into a trance        | 11月27日 | Funk Uchino（作詞・作曲）、kemkemkemmy（作詞）、SILLY TEMBA、BLOCKYYY（作曲・編曲）          |          |
| 2025年 |                      |          |                                                                                              |          |
| ５     | Supernova            | 1月23日  | DJ KAYA（作詞・作曲）                                                                        | [ 注 1 ] |
| 6      | BON BON FIRE         | 2月7日   | Funk Uchino（作詞・作曲）、kemkemkemmy（作詞）、SILLY TEMBA、BLOCKYYY（作曲・編曲）          |          |
| ７     | OTAKEBI              | 3月13日  | チバニャン（作詞・作曲）                                                                     |          |
| 8      | Ma'Scar'Piece        | 5月4日   | 早川博隆（作詞・作曲）、柿迫ヒカル（作曲・編曲）                                             |          |
| 9      | TOKYO                | 7月1日   | DJ KAYA（作詞・作曲）                                                                        | [ 注 2 ] |
| 10     | REVOLUTION ANTHEM    | 7月11日  | GAK-amazuti-（作詞・作曲）                                                                   |          |
| 11     | ALASKA               | 8月8日   | Funk Uchino（作詞・作曲）、Ayaka Miyake（作詞）、SILLY TEMBA（作曲・編曲）、BLOCKYYY（編曲） |          |

## ライブ・イベント出演

### 主催・定期公演

#### 2024年
- Ma'Scar'Piece 1stLIVE -Rock it, and fight!!-（9月22日、Spotify O-EAST、ゲスト：チバニャン、DJデッカチャン with 西井万理那）
- Ma'Scar'Piece 2ndLIVE（12月28日、duo MUSIC EXCHANGE）

#### 2025年
- Ma'Scar'Piece presents Scratch vol.1（2月8日、GARDEN新木場FACTORY）
- Ma'Scar'Piece presents Scratch EX（3月8日、渋谷CLUB QUATTRO）
- Ma'Scar'Beat（5月3日、ドクタージーカンズ）
- Ma'Scar'Beat Vol.2（7月12日、ドクタージーカンズ）
- Ma'Scar'Piece presents Scratch vol.2 ～Ma'Scar'Piece 1st Anniversary SP～（8月15日、KT Zepp Yokohama）
- Ma'Scar'Beat Vol.3（9月27日、ATOM TOKYO -SHIBUYA-）

### ゲスト出演・対バン・電音部プロジェクト関連

#### 2024年
- TOKYO IDOL FESTIVAL 2024 supported by にしたんクリニック[注 3] （8月3日～4日、フジテレビ湾岸スタジオ横公園[3日]、フジテレビ湾岸スタジオ屋上[4日]）
- IDOL SUMMER JUNGLE（8月10日、お台場R地区）
- NEO KASSEN2024（8月15日、Spotify O-WEST）
- ッスッゴイライブ〜summer SP〜（8月18日、品川ステラボール）
- HEROINES SUMMER（8月25日、東武動物公園）
- Appare! Presents エンドレスサマー2024（8月27日、clubasia）
- NEO JAPONISM主催公演 "KASSEN"（9月7日、Spotify O-WEST）
- UP-T Presents かがやきフェス2024（9月8日、金沢GOLD CREEK）
- HEROINES FES ～渋谷サーキット～（9月24日、Spotify O-WEST＆渋谷WOMBLIVE）
- NEONAKA vol.2-NIGHT（9月28日、渋谷WOMBLIVE）
- かすみ草とステラ presents 大⻘春祭2024（10月2日、duo MUSIC EXCHANGE）
- TIF ASIA TOUR 2024 in Shanghai（10月3日～4日、バンダイナムコ上海文化センター・夢想劇場）
- TOKYO GIRLS GIRLS（10月7日、KT Zepp Yokohama）
- Merry BAD TUNE. presents「はじめましての化学反応シリーズ。」First Meets vol.5（10月9日、渋谷WONBLIVE）
- ガラフェス 〜秋の食欲わくわくプレゼント〜（10月12日、五反田G7）
- HYPE IDOL!（10月12日、山野ホール）
- dot yell fes PREMIUM vol.10（10月13日、EBiS303）
- mini TIF 100回記念SP!! 3DAYS（10月14日、GARDEN新木場FACTORY）
- Devil ANTHEM. 10th Anniversary Collection「The Best Miraculous Trajectory」発売記念イベント『でびベストでます！』（10月20日、渋谷WWW X）
- ツインプラネット創立20周年カウントダウン特別企画「ツインプラネット感謝祭」（10月30日、EX THEATER ROPPONGI）
- たかねこフェス〜オータムセッション〜 たかねこLiFE!（10月31日、EX THEATER ROPPONGI）
- NEW ORDER/SUPER CONFUSION（11月6日、渋谷CLUB QUATTRO）
- iDOL CRUISING 2024 -アイクル下北沢本祭-（11月9日、下北沢シャングリラ）
- 衛星とカラテア Presents 「超 明星現象」（11月14日、Shibuya Milkyway）
- dot yell fes PREMIUM vo.11（11月17日、ヒューリックホール東京）
- ッスッゴイライブ ~SP LIVE~（11月19日、豊洲PIT）
- のらくらFes！2024！秋！（11月21日、渋谷WONBLIVE）
- TOKYO GIRLS GIRLS extra!!（11月22日、神田明神ホール）
- LEADING（11月29日、恵比寿クレアート）
- 爆音ポップコーン ※夜の部のみ（11月30日、渋谷WONBLIVE）
- マスカレイド・アイドル vol.11（12月7日、KANDA SQUARE HALL）
- UP-T FESTIVAL SUPER 2024（12月14日、品川ステラボール）
- dot yell fes FINAL（12月26日、WITH HARAJUKU HALL）
- LEADING PREMIUM 年末感謝祭 '24（12月27日、渋谷WONBLIVE）

#### 2025年
- ニューイヤーだよ！六本木アイドルフェスティバル（1月4日、EX THEATER ROPPONGI）
- HYPE IDOL! × AGEフェス（1月11日、Spotify O-EAST）
- REVENGE!&武道館Fes.（1月12日、GARDEN新木場FACTORY）
- アイふた vol.60 ※山本のみ（1月16日、LOFT9 Shibuya）
- IDOL ∞ INFINITY（1月18日、CITY HALL & GALLERY GOTANDA）
- #DSPMLIVE（1月27日、SHIBUYA DIVE）
- Jams Session! -新春SP-（1月27日、豊洲PIT）
- ShiShiFes（1月28日、Spotify O-EAST）
- IDOL ∞ INFINITY vol.2（1月31日、白金高輪SELENE b2）
- TOKYO GIRLS GIRLS extra!!（2月11日、ヒューリックホール東京）
- IDOL ∞ INFINITY vol.3（2月11日、CITY HALL & GALLERY GOTANDA）
- HYPE IDOL!（2月16日、Zepp DiverCity (TOKYO)）
- MUSH IDOL supported byアイコレ（2月21日、Spotify O-EAST）
- IDOL ∞ INFINITY vol.4（2月21日、白金高輪SELENE b2）
- ブルーセッション EX（2月22日、東京キネマ倶楽部）
- IDOL ∞ INFINITY vol.５（2月22日、ヒューリックホール東京）
- CREATEs presents IDOL RUNWAY COLLECTION 2025 Supported by TGC ※大森、山本のみ（3月2日、国立代々木競技場第一体育館）
- IDOL ∞ INFINITY vol.6（3月2日、CITY HALL & GALLERY GOTANDA）
- 電音部4th LIVE -IDOL FORCE HARMONY-（3月8日、立川ステージガーデン）
- IDORISE!!FESTIVAL 2025（3月9日、渋谷WONB）
- HEROINES WHITEDAY 2025（3月13日、神田スクエアホール）
- なみだ色の消しごむ presents 「Neat Meets vol.11」（3月15日、名古屋ZephyrHall）
- #ドマけし 協奏曲 -名古屋-（3月16日、名古屋ZephyrHall）
- ONE AND ONLY Vol.11（3月20日、飛行船シアター）
- HYPE IDOL!（3月23日、神田スクエアホール）
- BANG! BANG! BANG! BANG! ～SUPER 5LIVE～（3月24日、duo MUSIC EXCHANGE）
- マスカレイド・アイドル Vol.12（3月30日、渋谷WWW X）
- TOKYO GIRLS GIRLS（4月1日、品川ステラボール）
- HYPE IDOL! × AGE FES!（4月2日、品川ステラボール）
- ダイバーシティ駅伝 in TOKYO ※甘崎、咲間のみ（4月5日、銀座中央通り）
- HYPE IDOL! × AGE FES!（4月9日、品川ステラボール）
- LEADING ID ~ #いどみん生誕祭2025 ~ 東京公演（4月10日、Spotify O-EAST）
- TOKYO GIRLS GIRLS（4月13日、品川ステラボール）
- MuseMusic（4月14日、渋谷WOMBLIVE）
- AGE FES!（4月17日、Spotify O-EAST）
- LEADING ID ~ #いどみん生誕祭2025 ~ 大阪公演（4月17日、大阪Banana Hall）
- IDOL ∞ INFINITY vol.7（4月19日、CITY HALL & GALLERY GOTANDA）
- IDOL ∞ INFINITY vol.8（4月20日、EBiS303）
- アイふた vol.63 ※甘崎のみ（4月21日、LOFT9 Shibuya）
- TOKYO GIRLS GIRLS extra!!（4月26日、恵比寿ガーデンルーム）
- AGE FES!（4月27日、品川グランドホール）
- 天祭～tenfes～（4月30日、VeatsSHIBUYA）
- 歌舞伎町UP GATE↑↑2025（5月4日、新宿APEXIA）
- IDOL ∞ INFINITY vol.9（5月6日、WITH HARAJUKU HALL）
- IDOL KINGDOM TOKYO（5月7日、渋谷LIQUIDROOM）
- HEROINES ViViD（5月10日、神田スクエアホール）
- IDOL ∞ INFINITY PREMIUM vol.1（5月12日、Spotify O-EAST）
- mini TIF in HOKKAIDO（5月17日～18日、cube garden[17日]・Zepp Sapporo & Sound Lab mole[18日]）
- MAKE THE QUEEN Vol.8（5月19日、渋谷WWW X）
- ONE AND ONLY Vol.15（5月24日、池袋harevutai）
- IDOL ∞ INFINITY vol.10（5月24日、GARDEN新木場 FACTORY）
- さとりモンスター 下北物語 TOUR FINAL CIRCUIT（5月25日、CLUB 251）
- TIF ASIA TOUR 2025 in Taipei × acosta! ※大森のみ（5月31日、台北松山文創園区）
- TIF × GMOシブヤエンタメ祭（6月1日、Spotify O-nest）
- Make a TEAR Fes（6月5日、渋谷WWW X）
- なみだ色の消しごむ presents 「Neat Meets vol.14」（6月7日、歌舞伎町タワータワーステージ）
- でびばっばextra（6月8日、渋谷WONBLIVE）
- のんふぃく！Presents ふぃくふぇす！Vol.15（6月12日、Spotify O-EAST）
- aninight presents 阿沙薙帯 BirthDay LIVE 都市と衝動（6月13日、アニメイトシアター）
- 神様の言う通り始動公演「崇拝信仰」（6月19日、渋谷WONBLIVE）
- IDOL ∞ INFINITY vol.11（6月19日、白金高輪SELENEb2）
- IDOL ∞ INFINITY vol.12（6月22日、EBiS303）
- #DSPM EXTRA inspired by MMP220（6月25日、新宿LOFT）
- 電音部5TH ANNIVERSARY DJ PARTY ※多々良のみ（6月28日、namco TOKYO）
- 愛知和装コレクション（6月29日、ヒルトン名古屋）
- IDOL ∞ INFINITY vol.13（7月2日、白金高輪SELENEb2）
- FAVE IDOL FES ～今会いたい最強アイドル～（7月3日、恵比寿ガーデンホール）
- IDOL ∞ INFINITY vol.14（7月3日、白金高輪SELENEb2）
- 超NATSUZOME 2025（7月5日、幕張海浜公園Gブロック）
- UP-T FESTIVAL SUMMER（7月13日、神田スクエアホール）
- SEKIGAHARA IDOL WARS 2025 - 関ケ原唄姫合戦-（7月19日～20日、桃配運動公園）
- IDOL ∞ INFINITY SUMMER SP（7月21日、竹芝ニューピアホール）
- UTAGE FES Vol.3（7月22日、新宿MARZ）
- 六本木アイドルフェスティバル2025（7月26日、六本木ヒルズアリーナ）
- アニレヴ DRIVE!!!!!（7月26日、新宿WARP）
- Sweet Alley presents 「SWEET SUMMER 2025」（7月30日、 VeatsSHIBUYA）
- TOKYO IDOL FESTIVAL 2025 supported by にしたんクリニック（8月1日・3日 、フジテレビ湾岸スタジオ[1日]・フジテレビ湾岸スタジオ横公園 & フジテレビ湾岸スタジオ屋上[3日]）
  - MOGRA × TIF2025 DJパーティ supported by JOYPOLIS ※多々良・大森のみ（8月1日、東京ジョイポリス）
  - #TIFゲーム部 ※甘崎、多々良のみ（8月2日、フジテレビ湾岸スタジオ）
  - ラジオ体操（8月3日、Zepp DiverCity (TOKYO)）
  - TIF2025×MOGRA コラボDJステージ ※咲間、山本のみ（8月3日、フジテレビ湾岸スタジオ多目的ホール）
  - グランドフィナーレ ※多々良のみ（8月3日）
- STAiNY presents 「STAY TUNE!」（8月5日、白金高輪SELENEb2）
- 電中祭 DEN-NAKA-SAI（8月9日、渋谷WONB）
- IDOL SUMMER JUNGLE 2025（8月11日、お台場R地区野外特設会場）
- IDOL ∞ INFINITY HOLIDAY SP（8月12日～14日、CITY HALL & GALLERY GOTANDA）
- NEO KASSEN 2025（8月13日、SHIBUYA RING）
- Brand New（8月16日、Shibuya eggman）
- my fav presents「Our favorite! -vol.2-」（8月17日、namco TOKYO）
- THE ENCORE presents「ラブコール Vol.12」（8月18日、Spotify O-nest）
- ZIPANGU the Party!! ※多々良、大森のみ（8月22日、ZEROTOKYO）
- HEROINES SUMMER extra!!!（8月23日、GARDEN新木場FACTORY）
- Appare! Presents エンドレスサマー2025（8月26日、会場未定）
- @ JAM EXPO 2025 supported by UP-T（8月30日、横浜アリーナ）
- 衛星とカラテア Presents 「超 明星現象2025」（9月9日、会場未定）
- NAKAYOSHI FES.2025（9月20日、会場未定）
- IDOL KINGDOM TAIPEI（10月10日～12日、台北・統一時代百貨夢廣場）
- ぐんまちゃんアイドルフェスティバル（10月13日、群馬県庁県民広場前特設会場）
- Intersection_2062 2nd ※多々良のみ（11月29日、EBISU BATICA）